# Меланф
Меланф (др.-греч. Μέλανθος) — персонаж древнегреческой мифологии. Царь Мессении, затем Афин и Аттики. Сын Андропомпа и Гениохи, внук Бора, правнук Пенфила, праправнук Периклимена. Отец Кодра. Шестнадцатый царь Афин.
Возможно, такое имя встречается в микенских текстах: me-ra-to (Меланф?).
Изгнан дорийцами из Мессены, отправился в Аттику, где участвовал в борьбе против беотийцев. Многие пилосцы переселились вместе с ним. Пифия предсказала ему, что он должен поселиться там, где ему за столом подадут голову и ноги, что и случилось в Элевсине. Избран царем Афин, сменив Фимета, последнего потомка Эгея. Убил в поединке царя беотийцев Ксанфа и учредил праздник Апатурии Построил святилище Диониса и учредил праздник в его честь. В его царствование ионяне были приняты в Аттике. Потомки Меланфа — Медонтиды.